# Тогобочний Іван Андрійович

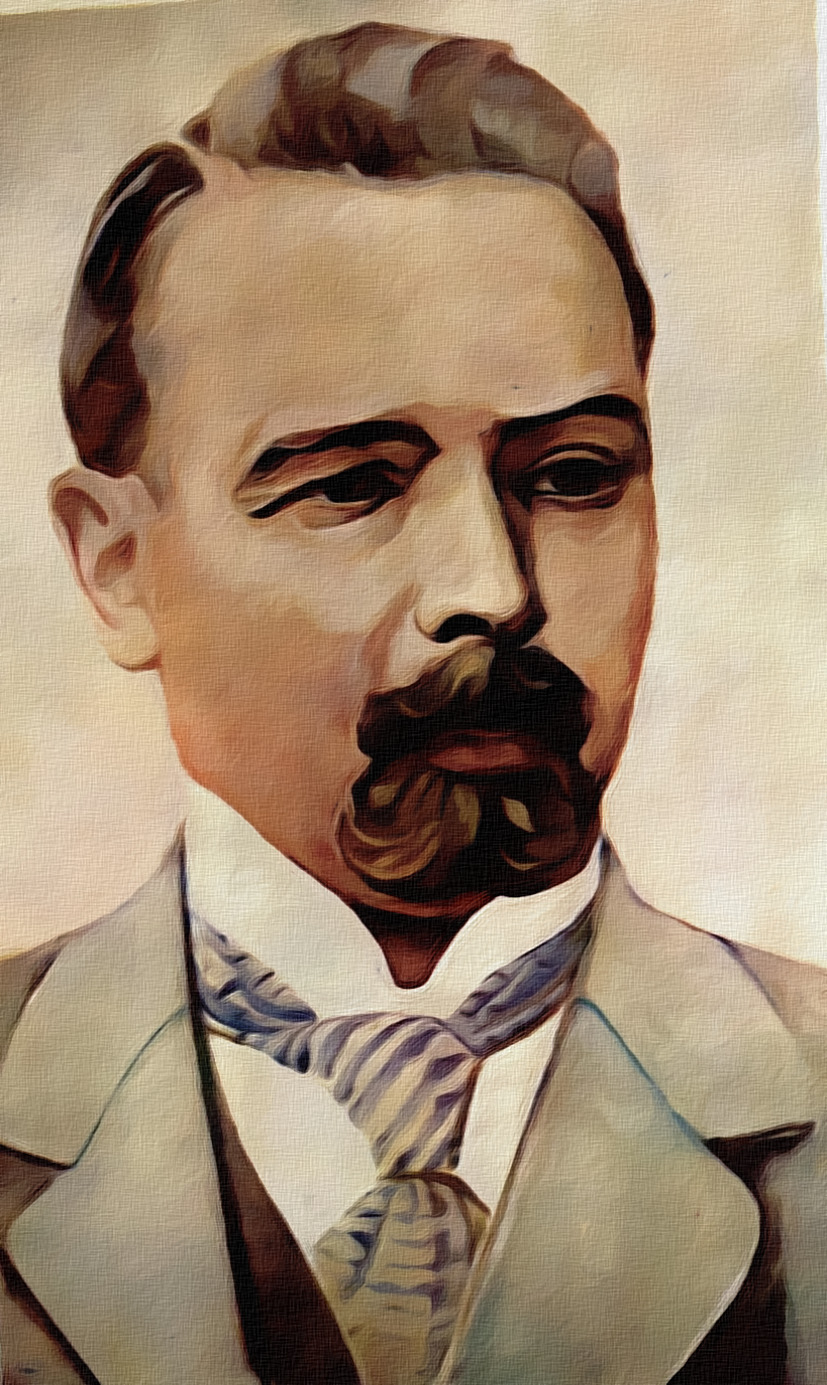

Тогобочний Іван Андрійович (справжнє прізвище Щоголев; 24 листопада 1862, Городище — 9 жовтня 1933, Ірпінь) — український актор, драматург, антрепренер.

## Біографія
Народився 24 листопада 1862 року у містечку Городище (нині місто Черкаської області).
З 1879 року брав участь в аматорських виставах у Кременчуці, Харкові, Катеринославі. В 1910 році став актором Лук'янівського народного дому в Києві.
Після 1917 року організував театральні професійні трупи, драмгуртки. Екранізував драми «Жидівка-вихрестка», «Наймичка» (1911).
Автор понад 30 драматичних творів, зокрема: «Мати-наймичка», «Кохайтеся, чорнобриві», «Дорогою ціною», «Чаклунка», «Бунтар», «За віру і край», «Душогуби». В Україні переважна більшість рукописів зберігаються в архівах Літературно-меморіального музею І. С. Нечуя-Левицького (смт Стеблів - Корсунь-Шевченківський р-н, Черкаська область). Чимало матеріалів залишилися у Санкт-Петербурзькій державній Театральній бібліотеці (пл. Островского, 6, Санкт-Петербург, Росія).  
Помер 9 жовтня 1933 року. в Ірпені.